# Shanghai Noon
Shanghai Noon (bra: Bater ou Correr; prt: Shanghai Noon) é um filme estadunidense de 2000, dirigido por Tom Dey, escrito por Miles Millar e Alfred Gough e estrelado por Jackie Chan, Owen Wilson e Lucy Liu.
Em 2003, foi lançada a sequência Shanghai Knights.

## Sinopse
Um western do século XIX. No ano de 1881, Chon Wang (Jackie Chan) é um desastrado guarda do Imperador da China. Quando a Princesa Pei Pei é raptada da Cidade Proibida, Wang sente-se responsável e insiste em se juntar ao batalhão de salvamento, que parte para os Estados Unidos da América. Em Nevada, atrás dos raptores da princesa, Wang acaba por se separar do grupo e juntar-se ao improvável parceiro Roy O'Bannon (Owen Wilson), um pequeno bandido com ilusões de grandeza. Juntos, entram numa aventura com obstáculos uns atrás dos outros.

## Elenco
- Jackie Chan – Chon Wang / John Wayne / Xangai Kid
- Owen Wilson – Roy O'Bannon / Wyatt Earp
- Lucy Liu – Princesa Pei-Pei
- Brandon Merrill – esposa índia / Falling Leaves[a]
- Xander Berkeley – Marechal Nathan Van Cleef
- Roger Yuan – Lo Fong
- Kate Luyben – Fifi
- Jason Connery – Calvin Andrews
- Simon R. Baker – Little Feather
- Walton Goggins – Wallace
- Henry O – Intérprete Real
- Yu Rongguang – o guarda imperial Rong Guang Yu
- Eric Chen – guarda imperial Eric Chi Cheng Chen
- Yuen Biao – Saloon Fighter (sem créditos)
- Garvin Cross (acrobacias)
- Sonny "Cleatus" Clegg (duplo dublê de equitação de Jackie Chan)

## Produção
O filme, ambientado em Nevada e outras partes do Oeste Americano no século XIX, é uma justaposição de um faroeste com um filme de ação de kung fu com sequências de artes marciais estendidas, como refletido por seu título, que é um jogo de palavras sobre o icônico faroeste High Noon. Ele também tem elementos de comédia e o gênero de filme "BuddyCop", com dois heróis muito diferentes (um guarda imperial chinês e um fora-da-lei americano) que se unem para parar um crime. Foi parcialmente filmado nas Badlands canadenses, perto de Drumheller, Alberta, Canadá, perto de Exshaw, Alberta, e também perto de Cochrane, Alberta. Uma sequência, Shanghai Knights, foi lançada em 2003, com David Dobkin como diretor.

## Bilheteria
Produzido com um orçamento de $55 milhões, o filme arrecadou $99.274.467 milhões. O filme estreou em terceiro lugar nas bilheterias norte-americanas, arrecadando $19.6 milhões em seu fim de semana de estreia, atrás de Dinosaur e Mission: Impossible 2.

## Recepção
O Metacritic, que usa uma média ponderada, atribuiu ao filme uma pontuação de 77 em 100, baseado em 30 críticos, indicando críticas "geralmente favoráveis". No site agregador de críticas Rotten Tomatoes, 79% das 135 resenhas dos críticos são positivas, com uma classificação média de 6,6/10. O consenso do site diz: "Embora o enredo não seja realmente nada para se gabar, Jackie Chan e Owen Wilson trabalham bem juntos. A cinematografia parece ótima e Jackie oferece uma performance hilária. Este é um prazer para o público à moda antiga."
O público pesquisado pela CinemaScore deu ao filme uma nota "A-" na escala de A a F.
Joe Leydon, da Variety, deu ao Shanghai Noon uma crítica favorável, caracterizando-o como "Rápido, furioso e, muitas vezes, muito, muito engraçado". Roger Ebert do Chicago Sun-Times escreveu: "Se você vir apenas um faroeste de artes marciais este ano (e provavelmente há uma excelente chance disso), é este."

## Sequência
Uma sequência, Shanghai Knights, foi lançada em 7 de fevereiro de 2003.